# Jan Hopman (marathonschaatser)
Jan Hopman (26 juli 1942 - ) was actief als Nederlands langebaan- en marathonschaatser.
Op het Nederlandse kampioenschappen schaatsen allround 1962 dat doorging op 10 en 11 maart 1962 op de Jaap Edenbaan in Amsterdam werd hij dertiende met 210.128 punten. Hij reed 48,2 over de 500 m, 2.31,3 over de 1.500 m, 8.54,9 over de 5.000 m en 19.20,1 over de 10.000 m. Een jaar later op het Nederlandse kampioenschappen schaatsen allround 1963 op 2 en 3 januari 1963 op de Natuurijsbaan Stadspark in Groningen werd hij negende met 224.548 punten, maar wel met langzamere tijden.